# هوغو دونكان
هوغو دونكان (بالإنجليزية: Hugo Duncan)‏ هو دي جيه بريطاني، ولد في 26 مارس 1950 في Strabane ‏ في المملكة المتحدة.

## وصلات خارجية
- هوغو دونكان على موقع ميوزك برينز (الإنجليزية)
- هوغو دونكان على موقع ديسكوغز (الإنجليزية)